# Vanessa Lachey
Vanessa Lachey, née Vanessa Joy Minnillo le 9 novembre 1980 à Clark Air Base aux Philippines, est une actrice, mannequin et animatrice américano-philippine. Ancienne Miss Teen USA, Vanessa a été une correspondante de l'émission Entertainment Tonight de New York et la présentatrice de Total Request Live sur MTV. Elle était la présentatrice de Miss Univers 2007 qui a eu lieu à Mexico, avec Mario López.

## Biographie
Née aux Philippines, Vanessa est la fille de Vincent Minnillo, d'origine italiennes et irlandaises, et de Helen Bercero, qu'elle ne voit que très peu, aux origines philippines. 
Vanessa a un frère adoptif, Vincent, qui a deux ans de plus qu'elle. La famille Minnillo déménageait souvent à cause du service militaire de son père dans les forces aériennes. Elle a vécu à Washington, en Californie, au Nevada, en Floride, en Allemagne et au Japon et elle est allée dans huit écoles différentes en neuf ans. Ses parents se séparent en 1983 puis divorcent en 1986.
Après le second mariage de sa mère, Vanessa et son frère emménagent en Turquie avec leur mère et leur beau-père. En 1991, à la suite de l'opération Bouclier du désert, Vanessa et son frère retournent vivre avec leur père à Charleston en Caroline du Sud où Vanessa va dans l'école catholique Bishop England High School et fait partie de l'équipe des pom-pom girls. Dès lors, elle reste vivre chez son père et sa belle-mère Donna, et ne voit que très peu sa mère.

## Carrière

### Concours de beauté
Vanessa a été couronnée Miss South Carolina Teen USA et remporte le titre de Miss Teen USA en 1998 ce qui fait d'elle la première Miss Teen USA à être originaire de Caroline du Sud et aussi la première originaire de Caroline du Sud à remporter le concours de Miss Congeniality.

### Présentatrice
De 2003 à 2007, Vanessa a été la présentatrice de Total Request Live sur MTV et en 2005, elle devient une correspondante pour l'émission informatique Entertainment Tonight de New York. Elle a présenté la cérémonie de 2004 pour Miss Teen USA et a coprésentée la cérémonie de 2007 pour Miss Univers. Elle a également été choisie pour remplacer Brooke Burke en tant que présentatrice pour Wild On.
Du 5 janvier 2009 au 19 juillet 2010, Vanessa a présenté la série True Beauty sur ABC. De décembre 2011 à août 2012, Vanessa a été la quo-présentatrice de Total Wipeout.
En 2017, elle participe à la 25e saison de la célèbre émission Dancing with the Stars avec comme partenaire Maksim Chmerkovskiy. Son mari est également candidat, et son beau-frère avait remporté la saison 2 en 2006. 

### Actrice
Vanessa est apparue dans des séries télévisées telles que : That's Life, City Girls, 30 Rock, Amour, Gloire et Beauté, Hawaii 5-0, How I Met Your Mother et Maybe It's Me.
En 2008, elle a joué dans la comédie, Film catastrophe aux côtés de Kim Kardashian et Matt Lanter. Le film, sorti le 29 août 2008, a reçu de nombreuses critiques négatives. En 2009, elle signe pour faire partie du casting dans la comédie romantique Redefining Love mais son nom n'apparaît pas dans le générique de fin.
En 2021, elle fait partie du casting d'une nouvelle série, un spin-off de NCIS, intitulé NCIS: Hawaiʻi. Elle joue le personnage de l'agent spécial Jane Tennant qui dirige l'antenne du NCIS de Pearl Harbor. La série est annulée le 26 avril 2024, après seulement trois saisons.

## Vie privée
Vanessa Lachey a été en couple avec Derek Jeter de novembre 2003 à mars 2005. En 2005, elle a eu une brève liaison avec l'acteur britannique Orlando Bloom. 
Depuis septembre 2006, elle partage la vie de l'acteur et chanteur américain Nick Lachey - rencontré peu avant sur le tournage du clip de celui-ci What's Left of Me. Ils se séparent en juin 2009, puis se réconcilient quatre mois plus tard, en octobre 2009. Ils se fiancent le 3 novembre 2010,, puis se marient le 15 juillet 2011 sur une petite île privée, Necker Island (îles Vierges britanniques). Ils ont trois enfants : Camden John Lachey (né le 12 septembre 2012), Brooklyn Elizabeth Lachey (née le 5 janvier 2015) et Phoenix Robert Lachey (né le 24 décembre 2016).

## Filmographie

### Cinéma
- 2006 : Nick Lachey: What's Left of Me (court-métrage) : femme
- 2008 : Les Quatre Fantastiques et le Surfer d'argent : Julie Angel

### Télévision
- 2003-2007 : Total Request Live : Elle-même / présentatrice
- 2005-2007 : Entertainment Tonight
- 2007 : Miss Univers
- 2009-2010 : True Beauty
- 2011 : Nick & Vanessa's Dream Wedding : Elle-même
- 2011-2012 : Wipeout

#### Séries télévisées
- 2001 : Amour, Gloire et Beauté (8 épisodes) : Amanda Wexler
- 2001 : City Guys (saison 5, épisode 6) : Une fille
- 2001 : That's Life! (saison 2, épisode 9) : Une pom-pom girl
- 2002 : Maybe It's Me (saison 1, épisode 22) : Une étudiante sexy
- 2008 : How I Met Your Mother (saison 3, épisode 12) : Ashlee
- 2009 : Les Experts : Manhattan (saison 6, épisode 11) : Grace Chandler
- 2010 : Psych : Enquêteur malgré lui (saison 5, épisode 5) : Gina
- 2011 : 30 Rock (saison 5, épisode 13) : Carmen Chao
- 2011 : Hawaii 5-0 (saison 1, épisode 17) : Susan
- 2013-2014 : Dads (19 épisodes) : Camilla
- 2015 : Truth Be Told (10 épisodes) : Tracy
- 2019 : American Housewife (saison 3, épisode 17) : Crissy
- 2019 : Beverly Hills : BH90210 (4 épisodes) : Camille
- 2021 : Call Me Kat (3 épisodes) : Tara
- 2021 à 2024 : NCIS: Hawaiʻi : agent spécial Jane Tennant (principale saison 1 à 3)
- 2022 à 2024 : NCIS : Enquêtes Spéciales : agent spécial Jane Tenant (4 épisodes, depuis la saison 19)

#### Téléfilms
- 2003 : The Break de John Stockwell : Malia
- 2008 : Film catastrophe de Jason Friedberg et Aaron Seltzer : Amy
- 2010 : This Little Piggy
- 2016 : The First Wives Club de Betty Thomas : Sasha
- 2016 : Sebastian Says de Scott Ellis : Jenna
- 2018 : Belle pagaille à Noël (A Twist of Christmas) de David Winning : Abby Hewitt
- 2019 : Un Noël près de toi (Christmas Unleashed) de Nimisha Mukerji
- 2020 : Il était une fois Noël à Castle Creek (Once Upon a Main Street) de Polly Draper : Amelia Lewis

## Clips
- 2006 : What's Left of Me de Nick Lachey